# Ossaea anomala
Ossaea anomala är en tvåhjärtbladig växtart som beskrevs av Attila L. Borhidi. Ossaea anomala ingår i släktet Ossaea och familjen Melastomataceae. Inga underarter finns listade i Catalogue of Life.